# Jacques Montangie
Jacques François Jean Montangie (Bredene, 4 juli 1847 - Oostende, 12 augustus 1916) was een Belgisch liberaal politicus en burgemeester.
Montangie was advocaat (diploma 1865) en werd liberaal gemeenteraadslid en schepen (1879 - 1888) en burgemeester (1888 - 1892) in Oostende. 
Montangie werd in 1892 afgezet als burgemeester, op verdenking steekpenningen te hebben ontvangen van de concessiehouder van het Kursaal. Ook de functie van plaatsvervangend rechter werd hem ontnomen. Hij bleef advocaat tot in 1914.
Montangie was in 1883 getrouwd met Victorine Marion.